# Alexander Anatoljewitsch Rymanow
Alexander Anatoljewitsch Rymanow (russisch Александр Анатольевич Рыманов; * 25. August 1959 in Moskau, Sowjetunion) ist ein ehemaliger russischer Handballspieler und -trainer.
Bereits mit acht Jahren begann Rymanow das Handballspielen bei ZSKA Moskau. Mit seinem Heimatverein gewann der Kreisläufer mehrfach die sowjetische Meisterschaft sowie 1986 den Europapokal der Pokalsieger- und 1988 den Europapokal der Landesmeister-Wettbewerb. Nach 21 Jahren verließ er 1989 Moskau Richtung Deutschland und wechselte in die 2. Handball-Bundesliga zum OSC Rheinhausen, mit dem er 1993 den Aufstieg ins Oberhaus schaffte. Nach dem sofortigen Wiederabstieg ließ er seine Spielerkarriere ausklingen und wurde Co-Trainer. Nach mehreren Trainerstationen in der 1. und 2. Bundesliga wurde der Diplom-Sportlehrer nach der EM 2012 neuer Co-Trainer der russischen Nationalmannschaft. Nach der WM 2015 gab er dieses Amt ab.
Mit der sowjetischen Nationalmannschaft wurde der 206-malige Nationalspieler bei der Handball-Weltmeisterschaft der Männer 1982 Weltmeister und gewann bei den Olympischen Spielen 1988 in Seoul die Goldmedaille.